# 坪林交流道
坪林交流道（又稱為坪林交控中心專用道）為臺灣蔣渭水高速公路的交流道，位於臺灣新北市坪林區，附有坪林行車控制中心以便掌管雪山隧道裡的交通狀況，指標原為15k，收費方式改為里程計費後調整為14k，也是雪山隧道北上後第一個交流道。
坪林交流道最早僅開放給坪林交控中心人員使用，因此又稱坪林交控中心專用道，後來在當地居民爭取下才得以對外開放。但仍有實行車輛管制。
|  | 14 坪林 | 坪林 |

## 外部連結
- 國道五號坪林交控中心專用道示意圖 （页面存档备份，存于）（交通部高速公路局）